# هزارتو (فیلم ۱۳۹۷)
هزارتو فیلمی به کارگردانی امیرحسین ترابی، نویسندگی طلا معتضدی و تهيه ‌کننده سپهر سیفی محصول سال ۱۳۹۷ است. نام این فیلم قبلاً لابیرنت نام داشت.
شهاب حسینی برای فیلم «هزار تو» جايزه بهترین بازیگر مرد و مینا وحید با فیلم «یک شب در تهران» که با نام اصلی بد از تو بهترین بازیگر زن در سیزدهمین جشنواره فیلم‌های ایرانی سانفرانسیسکو را از آن خود کردند، و همچنین طلا معتضدی هم برنده جایزه بهترین فیلمنامه شد.

## خلاصه داستان
بردیا پسربچه‌ای است که گم شده و پدرش امیرعلی (شهاب حسینی) هراسان در حال دویدن در خیابان است و این مسئله را به پلیس اطلاع می‌دهد که فرزندش گم شده. این موضوع باعث ورود افراد دیگری به ماجرا می‌شود و…

## بازیگران
| بازیگر         | نقش         |
| -------------- | ----------- |
| شهاب حسینی     | امیرعلی     |
| ساره بیات      | نگار        |
| پژمان جمشیدی   | نریمان      |
| غزال نظر       | بیتا        |
| فریبا جدی‌کار   | مامان فری   |
| علیرضا ثانی‌فر  | مامور پلیس  |
| مریم معصومی    | دوست نریمان |
| شیرین یزدان‌بخش | همسایه بیتا |
| محسن مروی      | بابک        |

## ساخت
لابیرنت در اواخر خرداد ۱۳۹۷ کلید خورد و سپس نامش به هزارتو تغییر یافت.